# 拉马格德莱娜 (夏朗德省)
拉马格德莱娜（法語：La Magdeleine，法語發音：[la maɡdəlɛn]）是法国夏朗德省的一个市镇，属于孔福朗区。

## 地理
拉马格德莱娜（46°3'3"N, 0°4'24"E）面积6.68 平方千米，位于法国新阿基坦大区夏朗德省，该省份为法国西部内陆省份，北起德塞夫勒省和维埃纳省，东临上维埃纳省，东南至多尔多涅省，南至多爾多涅省，西接滨海夏朗德省。
与拉马格德莱娜接壤的市镇（或旧市镇、城区）包括：昂皮雷、拉福雷德泰塞、蒙让、派宰诺杜安-昂布里、泰拉比耶、维勒法尼昂、维利耶勒鲁。

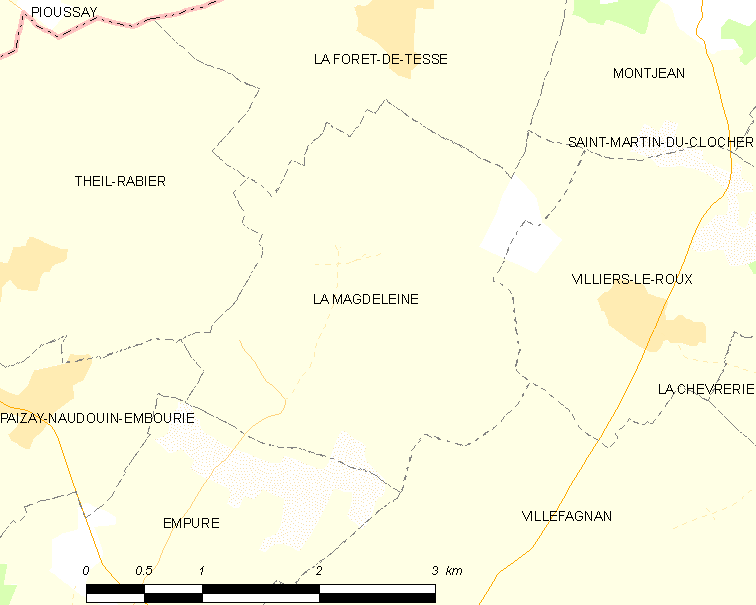
的OSM定位图

拉马格德莱娜的时区为UTC+01:00、UTC+02:00（夏令时）。

## 行政
拉马格德莱娜的邮政编码为16240，INSEE市镇编码为16197。

## 政治
拉马格德莱娜所属的省级选区为夏朗德北县。

## 人口

1962-2008年间人口变化图示

拉马格德莱娜于2022年1月1日时的人口数量为117人。